# Вилхелм IV фон Бронкхорст
Вилхелм IV фон Бронкхорст (на немски: Wilhelm von Bronckhorst; на нидерландски: Willem IV van Bronckhorst; * пр. 1359; † 12 март 1410) е господар на Бронкхорст (1356 – 1399), дрост на Цутфен на херцога на Гелре и бургграф на Нимвеген и рицар.
Той е син на господар Гизберт V фон Бронкхорст-Батенбург († 1356) и съпругата му Катарина ван Леефдал († 13 април 1361), дъщеря на Рогиер ван Леефдаел († 1333), бургграф на Брюксел, и Агнес фон Клеве († 1338). Роднина е на Гизелберт фон Брункхорст архиепископ на Бремен (1273 – 1306). Внук е на Вилхелм III фон Бронкхорст († 25 септември 1328) и Йохана фон Батенбург († 28 ноември 1351).
Брат му Дирк фон Бронкхорст-Батенбург († 27 септември 1407) е господар на Батенбург.

## Фамилия
Вилхелм фон Бронкхорст се жени през ноември 1365 г. за Кунигунда фон Мьорс († 1417), вдовица на бургграф Герхард V фон Ландскрон († 1345) и на Фридрих фон Реден-Баер († 1355), дъщеря на граф Дитрих IV фон Мьорс († 5 февруари 1346) и Кунигунда фон Фолмещайн († сл. 1339). Те имат децата:
- Гизберт VI фон Бронкхорст (* ок. 1367; † 1 ноември 1409), господар на Бронкхорст (1399 – 1409) и на Боркуло (1405 – 1409), женен ок. 7 ноември 1391 г. за Хедвиг фон Текленбург († сл. 1417)
- Фридрих фон Бронкхорст (* ок. 1369; † 11 март 1405), господар на Боркуло (1402 – 1405)
- Катарина фон Бронкхорст († сл. 1420), омъжена I. на 15 юни 1381 г. за Хендрик II ван Виш († 1387/1391), II. на 24 януари 1391 г. за Хайнрих III фон Гемен († 1424)
- Елизабет фон Бронкхорст (* ок. 1366; † 2 април 1428), омъжена ок. 1388 г. за Йохан III ван Хоемоет († 1400)
- Беатрикс фон Бронкхорст († 1392), омъжена за граф Конрад IV фон Ритберг († 1428/1431)